# カレン・ソウサ
カレン・ソウサ（Karen Souza、1984年1月10日 - ）はアルゼンチンのジャズおよびボサノヴァの歌手、ソングライター兼プロデューサー。

## キャリア
ソウサは電子音楽のプロデューサーにボーカルを提供することからキャリアを開始した。仮名を使ってレディオヘッドの「クリープ」や、カルチャー・クラブの「君は完璧さ」などの70年代、80年代および90年代のヒット曲のカバーを歌った。ソウサによる「クリープ」のバージョンは、2013年の映画『ゼロの未来』で使用された。2010年、ブルーノート東京で演奏し、日本で日本ビクターと契約した。ベネズエラ、ブラジル、メキシコ、中国、韓国、スペインおよびイタリアでツアーを行っている。

## ディスコグラフィー
- 『エッセンシャルズ』Essentials (Music Brokers, 2011)
- 『ホテル・ソウサ』Hotel Souza (Music Brokers, 2012)
- 『エッセンシャルズ2』Essentials II (Music Brokers, 2014)
- 『夜空のベルベット（英語版）』Velvet Vault (Music Brokers, 2017)[4][5]
- 『愛の囁き』Language of Love (Victor, 2020)